# Embratur

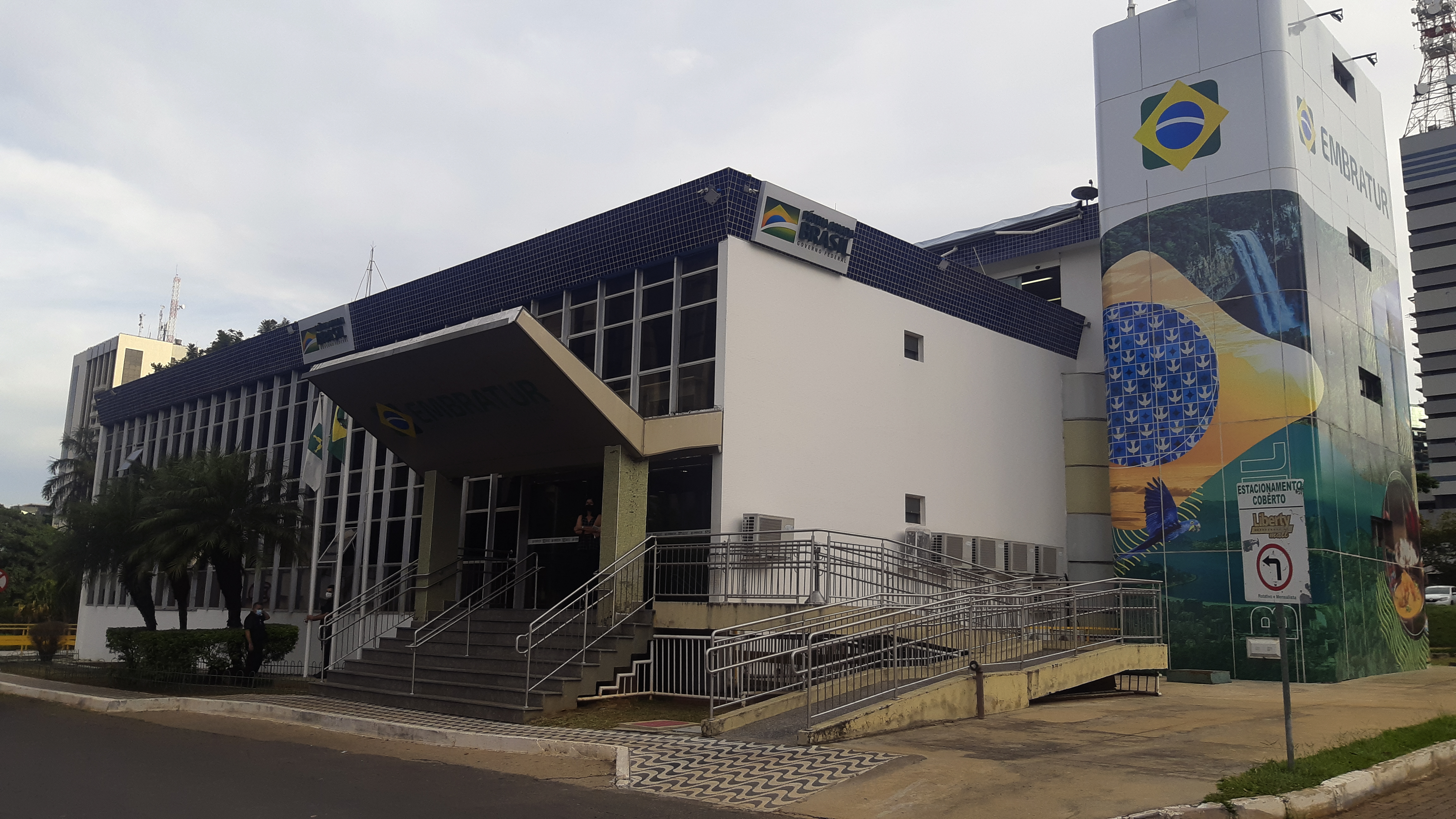
Sede da Embratur em Brasília

A Agência Brasileira de Promoção Internacional do Turismo (Embratur) é um serviço social autônomo do Ministério do Turismo do Brasil. Sua função é o planejamento, formulação e implementação ações de promoção comercial de produtos, serviços e destinos turísticos brasileiros no exterior, em cooperação com a administração pública federal e também com a iniciativa privada.

## História
A Empresa Brasileira de Turismo foi criada em 1966 pelo Decreto-Lei n. 55 de 18 de novembro de 1966 como empresa pública vinculada ao então Ministério da Indústria e do Comércio. Durante o governo do presidente Fernando Collor, foi promulgada a Lei nº 8.181, que a transformou em autarquia especial, vinculada ao Ministério do Esporte e Turismo. Nessa ocasião, seu nome mudou para Embratur - Instituto Brasileiro de Turismo. Seu objetivo inicial era promover o desenvolvimento, a normalização e a regulamentação da atividade turística no Brasil. Em 2003, com a criação do Ministério do Turismo, houve mudança de foco da autarquia para a promoção, o marketing e a comercialização de destinos e produtos turísticos.
Em 2020 o presidente Jair Bolsonaro sancionou a lei 14.002/2020 votada no Congresso Nacional, através da MP 907/2019, transformando a autarquia em serviço social autônomo, que passou a se chamar Agência Brasileira de Promoção Internacional do Turismo. Essa lei, porém, não indicou fonte de recursos para a Agência.

## Plano Aquarela
As ações da Embratur são orientadas pelo Plano Aquarela: Marketing Turístico Internacional. Lançado em 2005, ele orienta as estratégias e define os mercados prioritários de atuação segundo critérios como o volume atual de turistas que enviam e as receitas que geram no País, a acessibilidade aérea, marítima ou terrestre, as oportunidades de crescimento e as afinidades culturais.
O Plano Aquarela foi desenvolvido pela Embratur, sob coordenação do Ministério do Turismo brasileiro, e com a colaboração da empresa de consultoria internacional em turismo Chias Marketing.
Baseado em um estudo conduzido em 18 países, o plano foi desenvolvido a partir de consultas tanto a profissionais de turismo quanto a consumidores.[carece de fontes?]
A pesquisa revelou que a natureza e a alegria do povo brasileiro são o que o País tem de mais positivo na visão do estrangeiro: 86% deles têm intenção de voltar e 99% recomendam o destino para outras pessoas. O Plano Aquarela define a promoção do Brasil no exterior por meio de cinco grandes segmentos: Sol e Praia, Ecoturismo e Aventura, Cultura, Esporte e Negócios, Eventos e Incentivos.[carece de fontes?]
O conceito estratégico do Plano Aquarela é a imagem do Brasil como destino turístico moderno, com credibilidade, alegre, jovem e hospitaleiro, capaz de proporcionar lazer de qualidade, realizar negócios, eventos e incentivos e de ser competitivo internacionalmente. A variedade cultural, natural, étnica e social brasileira é um aspecto sempre central nas campanhas publicitárias veiculadas dentro do plano. Nos quatro primeiros anos de aplicação do Plano (2005/2008), houve uma evolução positiva no número de turistas, na entrada de divisas, no aumento do tempo de permanência e na diversificação dos destinos visitados pelos estrangeiros. A inclusão do setor de Negócios, Eventos e Incentivos como uma das principais estratégias da promoção turística do País também facultou o crescimento expressivo do setor, consolidando o Brasil entre os 10 principais destinos que mais recebem os eventos internacionais no mundo: entre 2003 e 2008, o Brasil saltou da 19ª para a 7ª posição na classificação da ICCA (International Congress and Convention Association), a principal entidade mundial do ramo.[carece de fontes?]

## Marca Brasil
A Marca Brasil representa a imagem do turismo brasileiro e dos principais atributos de exportação do País no estrangeiro. O símbolo, que é o logotipo oficial da promoção do Brasil, foi incorporado em todos os programas de promoção, divulgação e de apoio à comercialização dos produtos, serviços e destinos turísticos brasileiros no mercado internacional. A marca é registrada e está sob a gestão da Embratur que é a responsável pela autorização do uso, a partir de normas preestabelecidas no manual de aplicação.
A criação da Marca Brasil, feita a partir de um concurso nacional promovido em associação entre a Embratur e ADG (Associação de Designers Gráficos), contou ainda com a participação do Ministério do Desenvolvimento, Indústria e Comércio Exterior (MDIC). O designer Kiko Farkas, da Máquina Estúdio, foi o vencedor.
A Marca Brasil foi criada sob a égide dos indicadores das pesquisas usadas para a composição do Plano Aquarela: o verde está associado com as florestas; o azul com o céu e com as águas; o amarelo com o Sol e a luminosidade; o vermelho e o laranja com as festas populares; e o branco com as manifestações religiosas e com a paz.
Em 2023 as três maiores empresas aéreas brasileiras começaram a estampar a Marca Brasil em suas aeronaves. A ação, que começou com a Gol, foi uma ação em conjunto com da empresa com a Embratur para promover o turismo no Brasil. Logo após, a Latam e Azul se juntaram na campanha. O plano é que todos os aviões da frota das 3 empresas tenham a marca.